# Karl von Werther

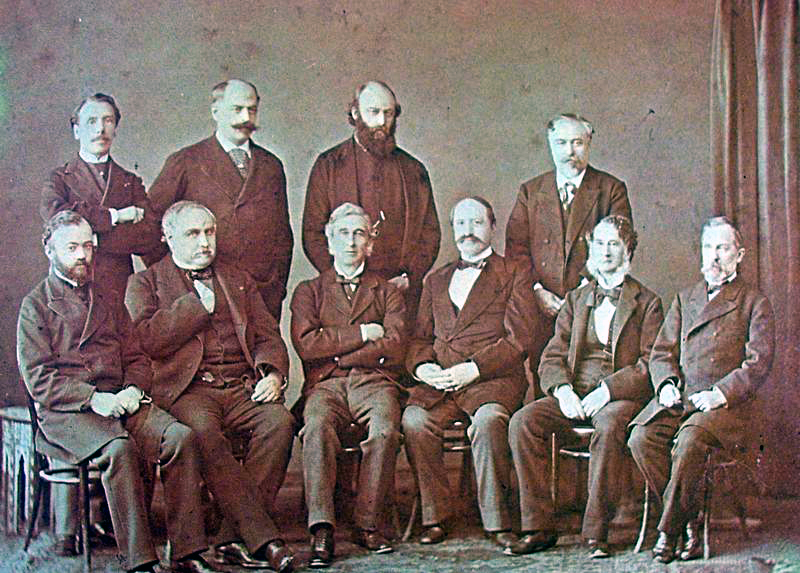
Karl von Werther (2. von rechts) auf der Konferenz von Konstantinopel (1876)

Karl Anton Philipp von Werther (* 31. Januar 1809 in Königsberg; † 8. Februar 1894 in München) war ein deutscher Diplomat und Botschafter. Werther war königlich preußischer Wirklicher Geheimer Rat und Gesandter, später des Norddeutschen Bundes und des Deutschen Reiches, unter anderem in der Schweiz, in Griechenland, Dänemark, Russland, Österreich, Frankreich und der Türkei.

## Leben

### Familie
Karl Freiherr von Werther entstammte einer neumärkisch-ostpreußischen Adelsfamilie. Sein Großvater Philipp August Wilhelm von Werther (1729–1802) war preußischer Generalleutnant und Regimentschef, sein Vater Heinrich Wilhelm von Werther (1772–1859) wurde preußischer Diplomat und war von 1837 bis 1841 preußischer Außenminister. Ihm wurde 1841 der Freiherrentitel im Königreich Preußen bestätigt. Heinrich Wilhelm heiratete am 18. September 1797 in Donzdorf Josepha Maria Hyazintha Henriette Franziska Cajetana (* 14. Mai 1777 in München; † 8. November 1853 in Berlin), eine geborene Gräfin von Sandizell, die Mutter von Karl. Er war eines von zwei Kindern des Paares; seine Schwester Josephine (1804–1877) blieb unverheiratet.

### Beruflicher Werdegang

#### Ausbildung und erste Berufserfahrungen
Werther studierte Rechtswissenschaften und bestand 1830 die erste juristische Prüfung. 1832 entschied er sich für die diplomatische Laufbahn und wurde nach abgelegter diplomatischer Prüfung 1834 als Legationssekretär nach München versetzt. Als solcher kam er 1835 nach Den Haag. 1836 wurde er zu Heinrich von Bülow, dem Schwiegersohn von Wilhelm von Humboldt, nach London als Legationsrat berufen. Noch im selben Jahr ernannte ihn König Friedrich Wilhelm III. von Preußen zum Kammerherrn. Bei den langwierigen Verhandlungen während der Konferenz in London über die Belgische Frage musste er oft, vor allem 1839, den wegen Krankheit angeschlagenen Bülow zu vertreten.
1840 wurde Werther nach Paris versetzt; dort konnte er die Ereignisse in Folge der Orientkrise detailliert verfolgen.
Ende 1841 wurde er als außerordentlicher Gesandter in die Schweiz (nach Bern) geschickt. Diese Entscheidung wurde unter anderem von Karl August Varnhagen von Ense kritisiert, der Werther für unfähig hielt. 
Von 1844 bis 1849 war er preußischer Gesandter in Athen. Dort regierte König Otto I.; eine Rebellion von Militär und Volk hatte Otto im Herbst 1843 eine Verfassung abgenötigt.

#### Revolution 1848 bis zur Gründung des Deutschen Reiches
Die Anfänge der Märzrevolution erlebte er als Gesandter in Griechenland. 1849 wurde Werther nach Kopenhagen versetzt, wo im Januar 1848 Friedrich VII. die Nachfolge seines Vaters angetreten hatte. Am dänischen Hof musste er Preußen bei den Verwicklungen während der Schleswig-Holsteinischen Erhebung vertreten. So bewog er den Herzog Christian August von Schleswig-Holstein zum Verzicht seiner Ansprüche auf die Herzogtümer Schleswig und Holstein und deren Übertragung an die dänische Krone.
Im Frühjahr 1854 wurde er zum Gesandten in Sankt Petersburg ernannt, um die schwierigen Verhandlungen wegen des Ausgleichs zwischen Österreich und Russland in Folge des Krimkrieges zu führen. Einige Wochen zuvor betraute ihn König Friedrich Wilhelm IV. von Preußen zeitweilig mit der Wahrnehmung der Geschäfte eines Unterstaatssekretärs im Außenministerium. Vor seiner Abreise nach Sankt Petersburg im Juni 1854 hatte Werther mit dem König, Leopold von Gerlach, Hermann Ludwig von Balan und weiteren preußischen Diplomaten, eingehende Besprechungen. Österreich stellte Russland, in Absprache mit Frankreich und Großbritannien, den osmanischen Verbündeten im Krimkrieg, eine Vier-Punkte-Note als Grundlage für ultimative Friedensverhandlungen vor. Preußen unterstützte die Vermittlung und versuchte, mit Werthers Entsendung, den russischen Staatskanzler Karl Robert von Nesselrode für den Vorschlag zu gewinnen. Als Begleiter wurde ihm der Militärbevollmächtigte Hugo Eberhard zu Münster-Meinhövel zur Seite gestellt. Nach dem Abschluss des Pariser Friedens am 30. März 1856 zur Beendigung des Krimkrieges erhielt er für seine Verdienste am 5. Juni 1856 den Titel Exzellenz.
Zu Beginn des Oberitalienischen Krieges 1859 zwischen Österreich auf der einen und Sardinien-Piemont und Frankreich auf der anderen Seite wurde er nach Wien entsandt, um einen Ausgleich herbeizuführen. Hier fungierte er als Außerordentlicher Gesandter und bevollmächtigter Minister. dem österreichischen Ministerpräsidenten Bernhard von Rechberg verstand er sich so gut, dass eine angemessene Vertretung Preußens durch ihn in Berlin bezweifelt wurde. Schwierig war seine Aufgabe auch in der Krise des Deutschen Zollvereins von 1862 bis 1863 und in der Folge bei den handelspolitischen Erörterungen mit Österreich. Bei der Beendigung des Deutsch-Dänischen Krieges 1864 hat Werther zusammen mit Hermann Ludwig von Balan, beide als preußische Verhandlungsführer, den Wiener Frieden paraphiert und am 30. Oktober 1864 mit unterzeichnet und besiegelt. Auch mit dem neuen Leiter der österreichischen Politik Alexander von Mensdorff-Pouilly war er sofort eng befreundet. Während des Deutschen Krieges von 1866 vertrat er Otto von Bismarck im Ministerium des Auswärtigen in Berlin. Werther führte auch die Konferenzen mit dem österreichischen Bevollmächtigten Adolph von Brenner-Felsach zu Nikolsburg und Prag, die am 23. August 1866 zur Unterzeichnung des Prager Friedens durch ihn als preußischen Vertreter führten. Nach dem Krieg wurde Werther erneut in Wien als preußischer Gesandter beglaubigt. Mit dem neu ernannten österreichischen Ministerpräsidenten Friedrich Ferdinand von Beust verstand er sich ausgezeichnet. Allerdings gab es im Laufe der Zeit verschiedene Konflikte, die bei der Krönung von Kaiser Franz Joseph I. zum König von Ungarn in Budapest 1867 an die Öffentlichkeit gelangten. Während der Krönungsfeierlichkeiten kam es zu Auseinandersetzungen über die Entstehung des letzten Krieges und es gab Vorwürfe von preußischer Seite, Österreich unterstütze den abgesetzten hannoverschen König Georg V.
Im Außenministerium in Berlin sah man sich deshalb genötigt, Werther 1869 nach Paris als Botschafter des Norddeutschen Bundes zu versetzen. Seine Rolle zu Beginn des Deutsch-Französischen Krieges wurde für seine weitere diplomatische Laufbahn verhängnisvoll. Nachdem sich König Wilhelm I. von Preußen im Sommer 1870 zur Kur nach Bad Ems begeben hatte, brach Werther am 4. Juli 1870 von Paris auf, um den König zu treffen. Kurz vor seiner Abfahrt traf er den neu ernannten französischen Außenminister Antoine Alfred Agénor de Gramont, den er noch von seiner Wiener Gesandtschaftszeit kannte. Gramont forderte ihn nachdrücklich auf, dem preußischen König den Verzicht seines hohenzollernschen Verwandten auf die spanische Königskrone nahezulegen. Aus französischer Sicht bedeutete dies eine erhebliche Gefährdung der politischen Lage und dass Frankreich die Kandidatur nicht tolerieren werde. Dem am 9. Juli in Bad Ems eintreffenden französischen Botschafter Vincent Benedetti erklärte er, dass der König dem Prinzen Leopold die Annahme der Kandidatur nach den Hausgesetzen nicht verbieten könne. Am 12. Juli war Werther bereits wieder in Paris bei Gramont, der eben die Nachricht vom Verzicht des Hohenzollern erhielt. Nun verlangte der französische Außenminister, dass König Wilhelm eine Erklärung abgeben solle, dass die Hohenzollern für alle Zeiten auf eine erneute Kandidatur verzichten werden. Der Entwurf war bereits ausgefertigt. Werther wies die Forderung von Gramont nicht zurück, sondern versprach, König Wilhelm darüber zu informieren. Als der preußische Ministerpräsident Otto von Bismarck vom Verhalten seines Gesandten erfuhr, schickte er ihm am 13. Juli 1870 einen Verweis mit der Aufforderung, auf der Stelle wegen Unwohlseins Urlaub zu nehmen und Paris zu verlassen. Als Werther die Weisung erhielt, suchte er erneut Gramont auf und erklärte ihm, dass er in einer misslichen Lage befinde. Seine Regierung habe ihn scharf getadelt, nachdem er die französischen Forderung weitergeleitet habe. Bismarck verurteilte daraufhin Werthers Verhalten öffentlich erneut in einer Reichstagsrede am 20. Juli 1870 scharf.

#### Ruhestand und Tod
Nach Beendigung des Deutsch-Französischen Krieges wurde Werther im Juli 1871 aus dem diplomatischen Dienst verabschiedet. Seinen Wohnsitz nahm er zunächst in München. Drei Jahre später reaktivierte ihn Bismarck für kurze Zeit, indem er ihn im Mai 1874 zum Botschafter des Deutschen Reiches in Konstantinopel ernannte. Werther galt auf Grund seiner Kenntnisse während des Krimkrieges als Experte für die orientalischen Verhältnisse. Bis zum Beginn des Russisch-Türkischen Krieges 1877 übte er den Botschafterposten im Osmanischen Reich aus. Er vertrat Deutschland auch in der seit Ende 1876 zur Beendigung der Krise tagenden Botschafterkonferenz in Konstantinopel, die aber wegen des Widerstandes von Sultan Abdülhamid II. ergebnislos verlief.
Im Frühjahr 1877 trat er endgültig in den Ruhestand und zog sich nach München zurück, wo er einst seine diplomatische Laufbahn begonnen hatte. Am 3. Mai 1879 verlieh ihm König Wilhelm von Preußen den Schwarzen Adlerorden, die höchste Auszeichnung des Königreiches Preußen. Seine Investitur erfolgte ein Jahr später am 24. Januar 1878. Nach seiner diplomatischen Tätigkeit ging er, wie Ferdinand Gregorovius, der ihn in München kennen und schätzen lernte, treffend dem gemeinsamen Freunde Hermann von Thile schrieb: ruhig unter die Philosophen oder Eremiten, als ein Mann, der weiß, daß der Mensch sein Leben anzusehen hat wie den Schatten einer Wolke, die vorüberzieht. Er wurde, wie sein Vater, Ehrenritter des Johanniterordens. Karl von Werther starb am 8. Februar 1894, im Alter von 85 Jahren, in München. Sein schriftlicher Nachlass mit einer Laufzeit von 1859 bis 1870 befindet sich im Geheimen Staatsarchiv Preußischer Kulturbesitz in Berlin.

### Ehe und Nachkommen
Werther heiratete am 30. Juli 1846 in Berlin Mathilde Sophie Adelheid Lobo da Silveira, Gräfin von Oriola (* 3. Februar 1827 in Berlin; † 30. Mai 1889 in München) aus dem portugiesischen Hochadel. Sie war die Tochter des Diplomaten Joaquim von Oriola. Aus der Ehe gingen ein Sohn und eine Tochter, hervor.
Maximilian Wilhelm Friedrich Freiherr von Werther (* 5. Juni 1847 in Piraeus bei Athen; † 2. November 1920 in Graz), der einzige Sohn, wurde Besitzer des Rittergutes Damnig im Landkreis Namslau in Schlesien, königlich preußischer Kammerjunker und Rittmeister im Landwehrregiment Nr. 38. Er heiratete 1875 Isabella von Ciechowski und hinterließ einen Sohn.
Maximilian Wilhelm Friedrichs jüngere Schwester Olga Auguste Julie Josephine Freiin von Werther (* 12. April 1853 in Kopenhagen; † 31. Januar 1937 in München) heiratete am 28. Juni 1875 in Pera bei Konstantinopel Maximilian Konstantin Friedrich Alfons von Arco, Graf von Arco-Zinneberg (* 19. Februar 1850 in München; † 24. Januar 1916 in München) den Sohn Maximilian von Arco-Zinnebergs, eines Urenkels der Kaiserin Maria Theresia.